# Волейбол сидя

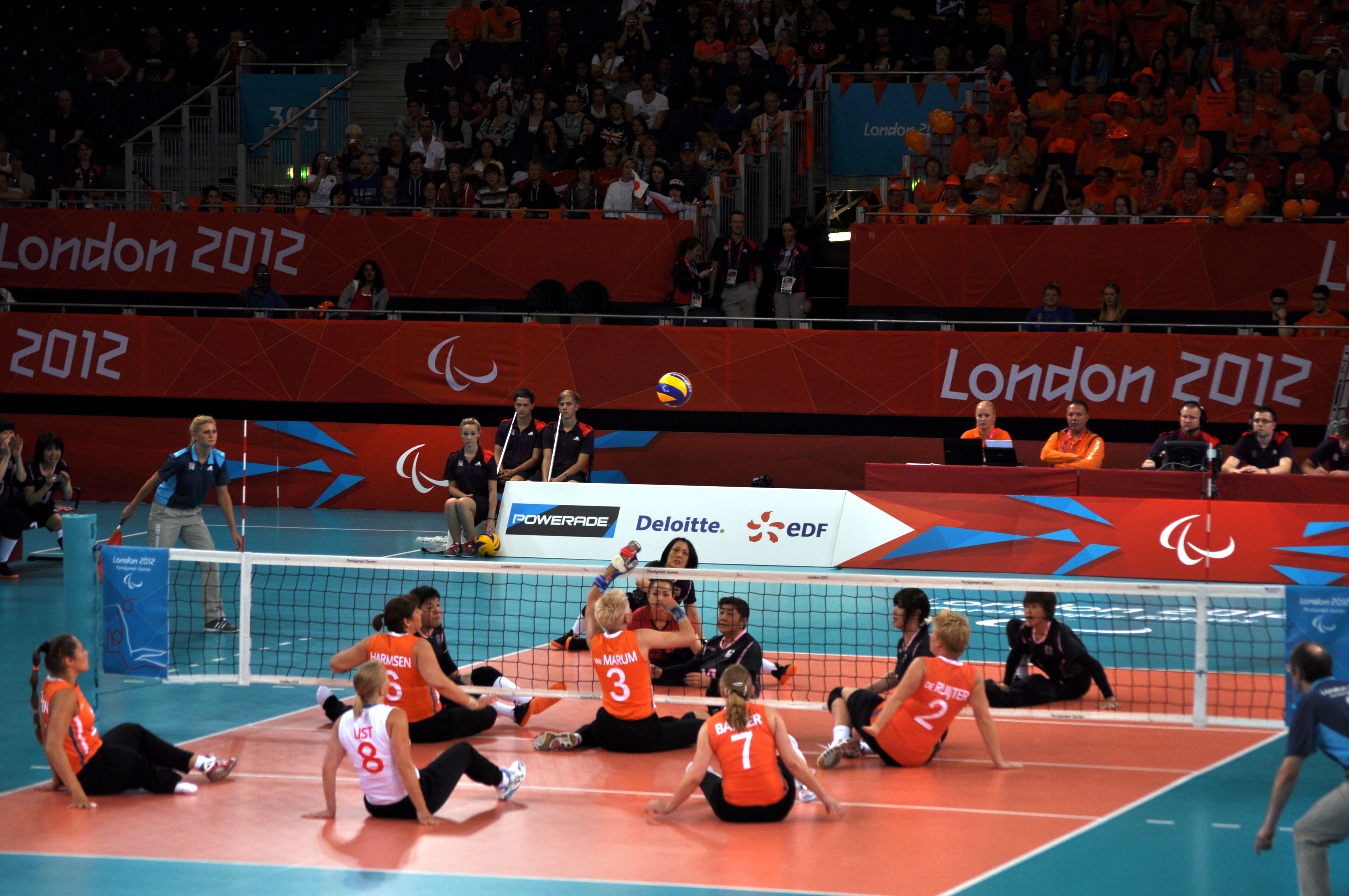
Матч сборных Нидерландов и Японии на летних Паралимпийских играх 2012 года в Лондоне

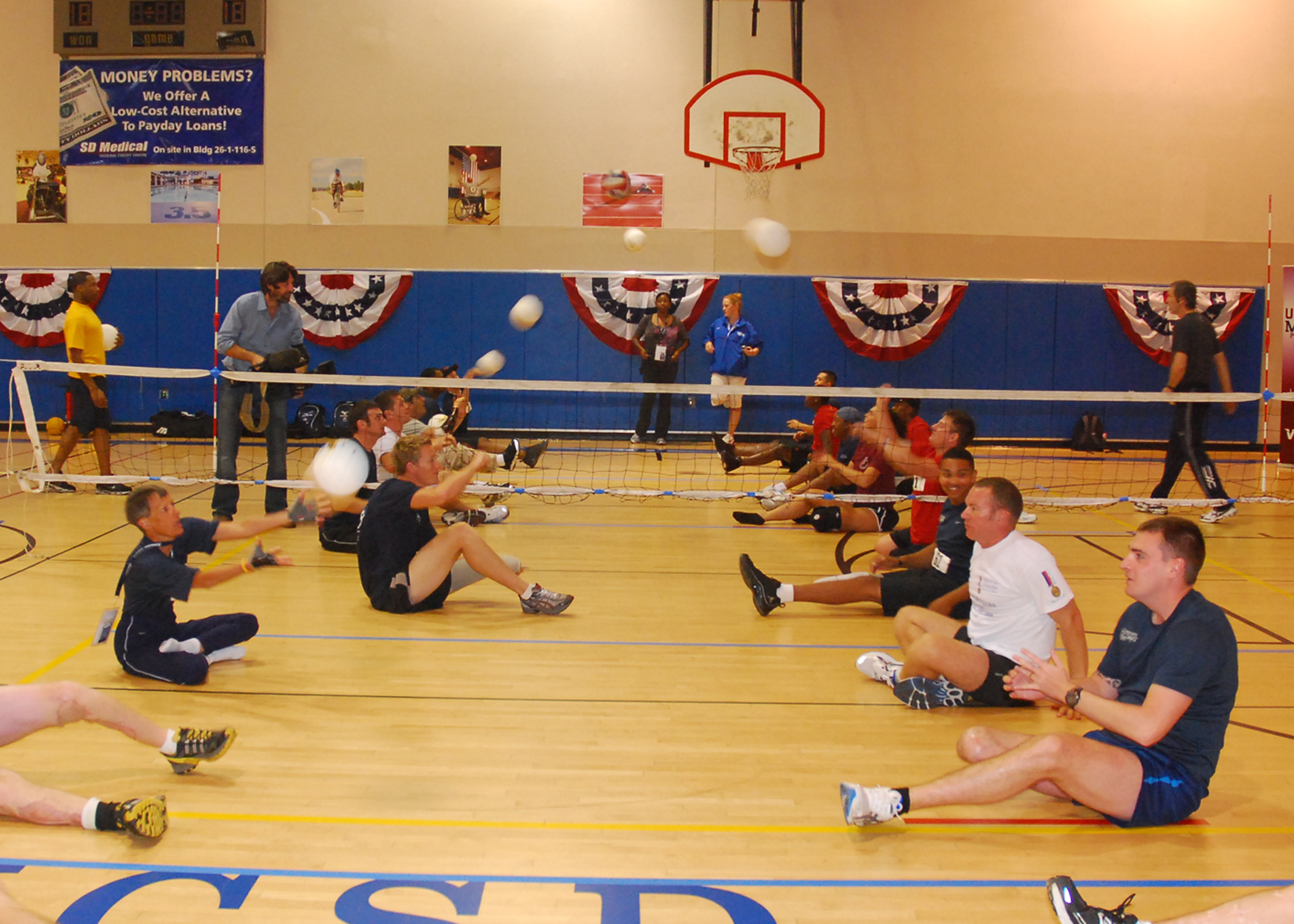
Тренировка волейболистов в Морском медицинском центре Сан-Диего

Волейбол сидя — разновидность волейбола для спортсменов с поражениями опорно-двигательного аппарата, паралимпийский вид спорта.

## Правила игры
В волейбол сидя играют две команды из шести человек на площадке размером 10×6 м, разделённой сеткой высотой 1,15 м для мужчин и 1,05 м для женщин, мячом окружностью 65—67 см (диаметром около 21 см) и массой 260—280 г. Линии атаки проводятся в 2 м от центральной линии.
Позиции игроков на площадке контролируются по позициям их ягодиц. Во время игровых действий игроки могут контактировать с площадкой любой частью тела от ягодиц до плеч и не имеют права вставать, поднимать тело или делать шаги.
В отличие от классического волейбола, игрокам передней линии разрешается блокировать подачу соперника.
Правила подсчёта очков, переходов игроков, перерывов, касаний мяча, проведения замен, наказаний и другие аналогичны существующим в классическом волейболе.

## История
Волейбол сидя впервые был представлен в 1956 году в Амстердаме. Игра, разработанная Таммо ван дер Схером и Антоном Алберсом, сочетала в себе правила волейбола и распространённых в Германии, Нидерландах и скандинавских странах ситбола и фистбола.
Популярность ситбола и фистбола среди спортсменов с ограниченными возможностями на протяжении долгого времени являлась сдерживающим фактором на пути международного признания сидячего волейбола. Новый этап в развитии игры начался после объявления Арнема столицей VI Паралимпийских игр и включения волейбола сидя в программу соревнований. В 1979 году в Харлеме был проведён международный турнир по единым, разработанным в Нидерландах, правилам игры. Голландец Питер Йон стал первым президентом созданной в 1980 году Всемирной организации волейбола для инвалидов (англ. World Organisation Volleyball for Disabled — WOVD; с 2014 года организация носит название World ParaVolley).
В 1981 году в Бонне состоялся первый официальный чемпионат Европы по волейболу сидя с участием десяти команд. С 1983 года разыгрываются чемпионаты мира для мужских команд и с 1993 года — для женских. В 2004 году женский волейбол сидя дебютировал на Паралимпийских играх.
Победителями Паралимпийских игр и чемпионатов мира среди мужчин становились сборные Ирана, Боснии и Герцеговины и Нидерландов, у женщин по три победы на Паралимпиадах одержали сборные Китая и США, а чемпионами мира становились сборные Нидерландов, Китая, России и Бразилии.